# Menodora, Metrodora és Nimfodora
 Menodora, Metrodora és Nimfodora szűz mártírok, akik i. sz. a 3. és 4. században éltek, és akiket a római katolikus és a keleti ortodox egyházak is tisztelnek.
A három testvér a kisázsiai Bithyniából származó nővér volt. Krisztusnak szentelt életet szerettek volna élni. A világtól elvonulva, böjtöléssel és imával töltötték napjaikat. Amikor a híradások eljutottak a régió kormányzójához, Frontoniushoz, miszerint a betegek imáiknak köszönhetően meggyógyultak, elrendelte, hogy tartóztassák le őket. A kormányzó különböző ígéretekkel halmozta el őket, de a testvérek nem hagyták el keresztény hitüket, mondván, ők visszautasítják az e világ kínálta múló örömöket. Ezután a kormányzó elrendelte, hogy kínozzák, majd öljék meg őket. Haláluk után megparancsolta, hogy égessék el a szenteket, azonban hirtelen hatalmas zivatar támadt, és a kormányzót, szolgálójával együtt, halálos villámcsapás érte. A nővéreket a pythiasi termálforrásnál temették el. Ereklyéiket az Athos-hegyen mai napig őrzik a Szent Panteleimon-kolostorban (Metrodora keze a Pantokrátor-kolostorban található).

## Fordítás
Ez a szócikk részben vagy egészben  a   Menodora, Metrodora, and Nymphodora című angol Wikipédia-szócikk ezen változatának fordításán alapul.  Az eredeti cikk szerkesztőit annak laptörténete sorolja fel. Ez a jelzés csupán a megfogalmazás eredetét és a szerzői jogokat jelzi, nem szolgál a cikkben szereplő információk forrásmegjelöléseként.

## Forrás
- https://www.oca.org/saints/lives/2023/09/10/102557-martyrs-menodora-metrodora-and-nymphodora-at-nicomedia